# Ździebko
Ździebko (dokładnie: Klub Artystyczno-Literacki „Ździebko”) – kabaret literacki działający w Poznaniu w latach 1928–1930.
Założony z inicjatywy Emila Zegadłowicza (ówczesnego redaktora naczelnego czasopisma literackiego Tęcza), a także Artura Marii Swinarskiego i malarza Władysława Roguskiego. Hasło wywoławcze grupy brzmiało: Precz z powagą, chodźmy nago, nie bójmy się słońca, ni śmiechu, a występowali w niej głównie aktorzy scen poznańskich. Szczególną popularnością cieszyły się satyryczne względem poznańskich elit (głównie Endecji) szopki Swinarskiego i Romana Wilkanowicza (ten drugi publikował pod pseudonimem Oset). Mimo tego, a także ze względu na wyśmiewanie niektórych stereotypowych cech mieszkańców Poznania, kabaret przetrwał krótko, bo tylko dwa lata.